# Rodia
A Rodia a Csillagok háborúja elképzelt univerzumának egyik bolygója.

## Leírása
A Rodia bolygó a Külső Peremben található Tyrius rendszerben helyezkedik el, és otthona a rodiai értelmes fajnak. A Savareen szektorban elhelyezkedő bolygó körül 4 hold kering:
- Eiska – Rodia két külső holdjának az egyike; nem keletkezett az anyabolygóval együtt, hanem egy befogott aszteroida.
- Enak – a belső holdak egyike; Rodiával együtt keletkezett.
- Soomana – ez a hold, mint Eiska a külső holdak egyike; Rodia gravitációja által befogott aszteroida.
- Yasooska – mint Enak, Rodia egyik valódi holdja; az anyabolygóval együtt keletkezett és a belső pályán helyezkedik el.

A 7548 kilométer átmérőjű bolygó felszínét 60 százalékban víz borítja, a többit pedig hatalmas mocsarak és két kisebb kontinens: Encheeko és Betu. Betutól nyugatra az An'yettu-szigetek találhatók. A szárazföldeken esőerdők, dzsungelek és városok vannak. Rodia fejlett iparral rendelkezik. A városok üveg kupolák alatt helyezkednek el, valószínűleg a rengeteg őshonos és betelepített ragadozók ellen; ilyenek például: ghest, kwazel maw, rodiai karstag, newoongall és svaper; a can-cell pedig betelepített élőlény. A legnagyobb tengere a Wesessa-tenger.
Vörös Navik (Navik the Red) uralkodásáig a bolygó fővárosa Equator City volt, aztán ő áthelyezte a székhelyt Iskaayumára. Rodia a történelem során majdnem mindegyik szervezetben benne volt.
Az ipari fellendülés miatt Rodia növény- és állatvilága, épp úgy, mint nálunk a Földön, veszélybe került. Sokuk ki is halt. A rodiaiak legfőbb exportcikke a rodiai fejvadászok, a fegyverek és az egzotikus élővilág.

## Megjelenése a filmekben
A „Star Wars: A klónok háborúja” című televíziós sorozat első évadának a 8. részében, melynek címe „Jar-Jar Jedi” (Bombad Jedi), Padmé Amidala a Rodiára utazva rájön, hogy a bolygó kormánya egy régi barátja vezetésével, Onaconda Farral árulásra készül, csatlakozásra a szeparatistákhoz. A Nute Gunray helytartó vezette szeparatista droidok elfogják, de kísérője, Jar Jar Binks, az ügyetlenségének köszönhetően, elmenekül. A szeparatisták Jedinek nézik a komikusan hősies gungant.